# Amores verdaderos
Amores verdaderos es una telenovela mexicana producida por Nicandro Díaz González para Televisa en el 2012. Es una adaptación de la telenovela argentina Amor en custodia.
Está protagonizada por Erika Buenfil, Eduardo Yáñez, Eiza González y Sebastián Rulli, junto con Marjorie de Sousa, Guillermo Capetillo, Francisco Gattorno, Julio Camejo, Lilia Aragón y Enrique Rocha en los roles antagónicos. Acompañados por Mónika Sánchez, Natalia Esperón, Sherlyn, Susana González, Silvia Manríquez y Ana Martín.

## Argumento
Victoria Balvanera, una dueña de unas grandes tierras e integrante de una prestigiosa agencia de publicidad con reconocimiento internacional, sufre un intento de secuestro en la finca familiar; José Ángel Arriaga, quien llega a solicitar el puesto de capataz, la salva de los criminales; después de este altercado, Victoria decide contratar a José Ángel como su guardaespaldas pero el tiempo compartido y el trato cotidiano harán que entre ambos surja un amor verdadero pero imposible de confesar porque ambos están casados.
Victoria es esposa de Nelson Briz, quien se casó con ella solamente por interés, quien la engaña por Kendra Ferreti, una mujer hermosa pero perversa y manipuladora, pero después se revela que su verdadero nombre es “Macaria Chávez” ya que cambio su nombre por estar en clubes nocturnos; de este matrimonio nació una hija, Nicole; ella es una joven caprichosa y altanera que guarda en secreto su graves problemas de bulimia y anorexia. Nicole adora a sus padres y a su abuelo; Aníbal Balvanera, un señor regio, dominante y sagaz que manipula la vida de sus hijas Victoria y Adriana.
Victoria está casada con Nelson, pero cuando descubre que él tiene una amante, quien resulta que la amante es Kendra y ella va a tener una hija de él, solicita el divorcio, pero Nelson niega a dárselo; por otro lado José Ángel sufre la pérdida de su esposa Cristina, quien murió en un accidente poco después de enterarse que era hija de Aníbal Balvanera y fue fruto de la relación clandestina que tuvo hace unos años con su madre; Candelaria Corona, en el que Cristina fue asesinada por un matón ordenado por Kendra.
Liliana, quien es hija de Cristina, sufre la pérdida de su madre sin saber en realidad que su verdadera madre es Adriana. Liliana llega a trabajar de jardinera a la mansión de los Balvanera en donde tiene que soportar los desplantes y malos tratos de Nicole quien se empeña en marcar diferencia entre ellas, sin embargo, esto llegará a su fin cuando Liliana descubra que también es una Balvanera y cobrará fuerza para luchar contra Nicole por el amor de Francisco Guzmán, un escolta profesional, quien ha entrado como guardaespaldas personal de Nicole, lo que pondrá en desventaja a Liliana para ganarse su amor. Nicole, por su parte, hará hasta lo imposible por hacerle la vida miserable a Francisco sin saber que al final se enamorará de él perdidamente.
Como consecuencia de una serie de malentendidos, Nicole se casa su ex-novio de la adolescencia, Rolando Pavía, sin amor creyendo que Francisco ama a Liliana, Rolando acepta el matrimonio siguiendo las instrucciones de su padre, ya que ven en Nicole la única posibilidad de evitar la ruina familiar, dando como resultado un infierno para ambos, ya que, mientras Nicole termina totalmente enamorada de Francisco, Rolando tiene el mismo sentimiento por Liliana.
Sin saberlo, muchos malos entendidos y sucesos terribles, son provocados, no solamente por Aníbal, el cual tiene nexos con la mafia, sino también por Kendra Ferretti, la modelo principal de la agencia de publicidad de los Balvanera, que públicamente tiene una buena imagen, pero, oculta su verdadera faceta, pues en realidad, Kendra es una asesina, que organizo tretas, secuestros y atentados tanto contra los Balvanera como los Arriaga, principalmente contra Victoria y Nicole, además de ser la amante de Nelson y madre de su hija.
Victoria, José Ángel, Nicole y Francisco tendrán que sortear una gran cantidad de obstáculos del destino, que será el único encargado de unirlos y lograr sus Amores Verdaderos.

## Elenco
- Erika Buenfil como Victoria Balvanera Gil
- Eduardo Yáñez como José Ángel Arriaga Cupil
- Eiza González como Nicole "Nikki" Brizz Balvanera
- Sebastián Rulli como Francisco Guzmán Trejo
- Enrique Rocha como Aníbal Balvanera
- Guillermo Capetillo como Nelson Brizz Nava
- Marjorie de Sousa como Kendra Ferreti / Macaria Chávez
- Sherlyn como Liliana Arriaga Corona / Lucía Celorio Balvanera
- Francisco Gattorno como Santino Roca Ortiz "Salsero"
- Mónika Sánchez como Cristina Corona / Cristina Balvanera Corona
- Ana Martín como Candelaria Corona Torres
- Natalia Esperón como Adriana Balvanera Gil
- Susana González como Beatriz Guzmán Trejo
- Lisardo como Carlos González / Joan Constantine
- Julio Camejo como Leonardo Solís
- Raquel Morell como Tomasina Lagos
- Silvia Manríquez como Paula Trejo
- Adrián Escalona como Guillermo "Guillo" Solís Guzmán
- Gabriela Goldsmith como Doris Orol de Pavía
- Eleazar Gómez como Rolando "Roy" Pavía Orol
- Luis Xavier como Milton Pavía
- Michelle Rodríguez como Policarpia "Polita" López
- Rubén Branco como Jean Marie Bonjour / Juan Mario Buendía
- Marcelo Córdoba como Vicente Celorio
- Lilia Aragón como Odette Ruiz Vda. de Longoria
- Patsy como Jocelyn Alcázar
- Archie Lanfranco como Stéfano Longoria Ruiz
- Sergio Acosta como Lotario "Espanto" Zamacona
- Arsenio Campos como Felipe Guzmán
- Diana Golden como Gilda Leyva
- Teo Tapia como Antonio Del Conde
- Hugo Macías Macotela como Fortuno
- María Prado como Jovita
- Renata Flores como Imperia Roca
- Irina Areu como Elsa
- Pedro Weber "Chatanuga" como Mezcalitos
- Bárbara Islas como Nabila Covarrubias
- Paulina de Labra como Opalina
- Kiariliz Arbello como Raquel Longoria Andrade
- Marcos Montero como Pascual
- Sabine Moussier como Bruna Cristo
- Gabriel Molina como Esteban Rojas
- Polo Ortín como Padre Nabor
- Lizzeta Romo como Donatela
- Ricardo Barona como El Turco
- Patricia Conde como Profesora Astudillo
- Kelchie Arizmendi como Anfitriona
- Denisse Padilla como Lupita "la marchanta"
- Antonia Velázquez como Fernanda Tres Palacios
- Elsa Cárdenas como Jueza enlace Jean Marie & Stéfano
- Carlos Girón como Rommel
- Marisol González como Irenka
- Diego de Erice como Vladimir
- Moderatto como Ellos mismos
- Juan José Origel como Anfitrión del concurso "La Voz del Barrio"
- Ana Bárbara como Ella misma
- Malú como Ella Misma
- Juan Verduzco como Doctor Montaño

## DVD
El Grupo Televisa lanza a la venta en formato DVD sus novelas.

## Premios y nominaciones
| Año  | Ceremonia               | Categoría                  | Nominados                           | Resultados |
| ---- | ----------------------- | -------------------------- | ----------------------------------- | ---------- |
| 2013 | People en Español 2013  | Mejor telenovela           | Mejor telenovela                    | Nominado   |
| 2013 | People en Español 2013  | Mejor actriz               | Erika Buenfil                       | Nominada   |
| 2013 | People en Español 2013  | Mejor actriz               | Eiza González                       | Nominada   |
| 2013 | People en Español 2013  | Mejor actor                | Eduardo Yáñez                       | Nominado   |
| 2013 | People en Español 2013  | Mejor actor                | Sebastián Rulli                     | Nominado   |
| 2013 | People en Español 2013  | Mejor villana              | Marjorie de Sousa                   | Nominada   |
| 2013 | People en Español 2013  | Mejor actriz secundaria    | Sherlyn                             | Nominada   |
| 2013 | People en Español 2013  | La mejor pareja            | Erika Buenfil y Eduardo Yáñez       | Nominados  |
| 2013 | People en Español 2013  | La mejor pareja            | Eiza González y Sebastián Rulli     | Nominados  |
| 2014 | Premios TVyNovelas 2014 | Mejor telenovela           | Nicandro Díaz González              | Ganadora   |
| 2014 | Premios TVyNovelas 2014 | Mejor actriz protagónica   | Erika Buenfil                       | Ganadora   |
| 2014 | Premios TVyNovelas 2014 | Mejor actor protagónico    | Sebastián Rulli                     | Nominado   |
| 2014 | Premios TVyNovelas 2014 | Mejor villana              | Marjorie de Sousa                   | Ganadora   |
| 2014 | Premios TVyNovelas 2014 | Mejor primera actriz       | Ana Martín                          | Ganadora   |
| 2014 | Premios TVyNovelas 2014 | Mejor actriz coestelar     | Natalia Esperón                     | Nominada   |
| 2014 | Premios TVyNovelas 2014 | Mejor actriz de reparto    | Susana González                     | Ganadora   |
| 2014 | Premios TVyNovelas 2014 | Mejor actriz juvenil       | Sherlyn                             | Ganadora   |
| 2014 | Premios TVyNovelas 2014 | Mejor tema musical         | "No me compares" por Alejandro Sanz | Ganador    |
| 2014 | Premios TVyNovelas 2014 | Mejor guion o adaptación   | Kary Fajer, Ximena Suárez           | Ganador    |
| 2014 | Premios TVyNovelas 2014 | Mejor dirección de escena  | Salvador Garcini                    | Nominado   |
| 2014 | Premios TVyNovelas 2014 | Telenovela multiplataforma | Telenovela multiplataforma          | Ganadora   |

### Premios Bravo 2014
| Categoría                 | Nominados                   | Resultado |
| ------------------------- | --------------------------- | --------- |
| Mejor telenovela          | Nicandro Díaz               | Ganador   |
| Mejor actriz protagónica  | Erika Buenfil               | Ganadora  |
| Mejor revelación femenina | Michelle Rodríguez “Polita" | Ganadora  |
| Mejor actor infantil      | Adrián Escalona "Guillo"    | Ganador   |
| Villana más destacada     | Marjorie De Sousa           | Ganadora  |

### Premios Oye! 2013
| Categoría                | Telenovela     | Resultado |
| ------------------------ | -------------- | --------- |
| Mejor tema de telenovela | Alejandro Sanz | Ganador   |

### Premios ASCAP 2014
| Año  | Premio        | Categoría  | Nominados                     | Resultados |
| ---- | ------------- | ---------- | ----------------------------- | ---------- |
| 2014 | Premios ASCAP | Televisión | No me compares Alejandro Sanz | Ganador    |

### Reconocimientos
- Reconocimiento Alianza Gay Lésbica contra Difamación (GLAAD) Novela sobresaliente Amores verdaderos (2014)[7]

- Reconocimiento de Asociación Nacional de Locutores de México[8]

- Reconocimiento de la Revista Q Qué...México por el éxito de Amores verdaderos[9]